# San Pietro (Stra)
San Pietro di Stra (San Pièro de Stra in veneto) è la più grande delle due frazioni del comune di Stra, della città metropolitana di Venezia in Veneto.
In passato il nome Stra che deriva da "strata" (strada lastricata) indicava proprio la frazione di San Pietro, finché non è stato assegnato il nome al capoluogo che ha perso il nome "Fossolovara".

## Geografia fisica
San Pietro si sviluppa lungo l'argine destro del Naviglio Brenta da villa Loredan fino a villa Barbariga, dove comincia la frazione di Paluello, e si estende fino al confine comunale sud con Vigonovo. Il territorio di San Pietro è rurale con un piccolo centro a bassa densità abitativa.

## Società
Sono presenti una parrocchia, un ufficio postale, una scuola materna, una primaria e una secondaria di primo grado e discreta presenza di attività commerciali. 
È presente una piccola zona industriale, l'unica nel comune.

## Monumenti e luoghi di interesse
- Chiesa di San Pietro Apostolo: la prima menzione a questa chiesa risale al 1171.  Nel 1172, papa Alessandro III prese questa chiesa sotto la sua protezione. La stessa azione verrà ripetuta dai papi Urbano III (1186), Innocenzo III (1200) e Onorio III (1226).
- Villa Pisani detta "La Barbariga": menzionata per la prima volta nel 1581, si tratta di uno dei palazzi più importanti della Riviera del Brenta, delimitato a nord dalla riva destra del Naviglio.
- Villa Loredan (sede del municipio)